# تلال كرين
تلال كرين إحدى سلاسل التلال الرئيسية في شرق بورما. وتقع في الركن الجنوبي الغربي من ولاية شان وفي ولاية كاياه، وهي منطقة جبلية حيث المنطقة الوحيدة المسطحة نسبيا العاصمة لوايكو.